# Euphorbia reniformis
Euphorbia reniformis är en törelväxtart som beskrevs av Carl Ludwig von Blume. Euphorbia reniformis ingår i släktet törlar, och familjen törelväxter. Inga underarter finns listade i Catalogue of Life.